# Bring Her Back
Bring Her Back es una película australiana de terror sobrenatural de 2025, dirigida por Danny y Michael Philippou, y escrita por Danny Philippou y Bill Hinzman. Producida por Causeway Films y RackaRacka, en asociación con Salmira Productions y la South Australia Film Corporation, la película está protagonizada por Billy Barratt, Sora Wong y Sally Hawkins. La trama sigue a dos hermanastros que se ven involucrados en un ritual oculto destinado a devolverle la vida a la hija de su madre adoptiva.
La película se estrenó en cines por Stage 6 Films de Sony Pictures Releasing International en Australia el 29 de mayo de 2025 y en América del Norte el 30 de mayo de 2025. Bring Her Back recibió reseñas generalmente positivas de los críticos, quienes elogiaron las actuaciones principales (especialmente la de Hawkins), los efectos prácticos y la atmósfera de suspenso, aunque algunos señalaron que los aspectos emocionales de la película estaban poco desarrollados.

## Reparto
- Billy Barratt como Andy
- Sally Hawkins como Laura
- Sora Wong como Piper
- Jonah Wren Phillips como Oliver / Connor Bird
- Sally-Anne Upton como Wendy
- Stephen Phillips como Phil
- Mischa Heywood como Cathy
- Olga Miller como Macia

## Producción
En abril de 2024, se anunció que Danny y Michael Philippou estaban desarrollando una película de terror original, posterior a Háblame, con las productoras Samantha Jennings y Kristina Ceyton de Causeway Films. La película tenía como protagonista a Sally Hawkins, y A24 se encargaba de las ventas para su distribución a nivel mundial. Los hermanos Philippou originalmente estaban destinados a dirigir una adaptación cinematográfica de Street Fighter en 2023, pero abandonaron el proyecto para centrarse en Bring Her Back. El guion fue escrito por Danny Philippou y Bill Hinzman, y la producción estuvo a cargo de RackaRacka, con financiación de la South Australian Film Corporation y Salmira Productions. A finales de mayo, Billy Barratt, Jonah Wren Phillips, Sally-Anne Upton, Stephen Phillips y Sora Wong se unieron al elenco de la película. En una entrevista con People, la actriz Wong reveló que no tenía "ninguna experiencia en actuación" y que audicionó después de que su madre descubriera el casting en Facebook.
La fotografía principal comenzó en junio de 2024. Los Philippou regresaron a su estado natal de Australia del Sur para filmar en Adelaida y sus alrededores, como Lightsview. El rodaje concluyó tras 41 días de filmación.

## Estreno
En febrero de 2025, Sony Pictures Worldwide Acquisitions adquirió los derechos de distribución internacional de la película, excluyendo China, Rusia y Japón. Bring Her Back se estrenó en Australia el 29 de mayo de 2025 por Stage 6 Films de Sony Pictures Releasing International, antes de estrenarse al día siguiente en Estados Unidos por A24.